# Allan Corduner
Allan Corduner, né le 2 avril 1950 à Stockholm (Suède), est un acteur britannique.
La voix de Corduner est familière aux auditeurs de pièces radiophoniques de la BBC telles que Insignificance , The Resistible Rise of Arturo Ui et Fanny and Alexander . Il a également fait l'objet de BBC Radio 3 Private Passions.

## Biographie

### Enfance et formation
Né en Suède d'une mère allemande et d'un père russo-finlandais, Allan Corduner déménage en Angleterre avec ses parents à l'âge de un an. Ses parents l'encouragent dans son ambition de devenir un pianiste de concert, mais, après des études à l'université de Bristol, il opte pour la scène et suit une formation théâtrale à la Bristol Old Vic Theatre School. Il commence sa carrière dans la comédie musicale puis travaille dans tous les autres moyens d'expression.

## Filmographie partielle

### Cinéma
- 1983 : Yentl de Barbra Streisand
- 1988 : Conversations nocturnes (Talk Radio) d'Oliver Stone
- 1989 : Les Maîtres de l'ombre (Fat Man and Little Boy) de Roland Joffé
- 1991 : Antonia et Jane
- 1991 : Edward II
- 1994 : D'une femme à l'autre
- 1995 : Les Démons du passé
- 1999 : Topsy-Turvy
- 2001 : Me Without You
- 2001 : The Search for John Gissing
- 2004 : De-Lovely
- 2004 : Le Marchand de Venise
- 2008 : Les Insurgés
- 2008 : The Grey Zone
- 2009 : Mr Nobody de Jaco Van Dormael
- 2010 : Cadavres à la pelle de John Landis : Nicéphore Niépce
- 2015 : La Femme au tableau : Gustav Bloch-Bauer
- 2015 : Medicine Men : Ozwald Godfrey
- 2015 : The Book of Gabrielle de Lisa Gornick : Saul
- 2017 : Désobéissance (Disobedience) de Sebastián Lelio : oncle Moshe
- 2022 : Tár de Todd Field : Sebastian Brix
- 2023 : L'Emprise du démon

### Télévision
- 2004 : La Femme mousquetaire de Steve Boyum : Aramis (téléfilm)
- 2012 : À nous Manhattan de John McKay (en) : Alex Liberman
- 2013-2014 : Da Vinci's Demons : Andrea Verrocchio
- 2013 : Dancing on the Edge : Mr. Wa (série télévisée, 5 épisodes)
- 2014 : Utopia : Ross
- 2017 : Fearless : Monty Berman

## Doublage

### Jeux vidéo
- 2002 : La Barbe du roi : Ronnie
- 2009 : Harry Potter et le Prince de sang-mêlé : Argus Rusard